# Intact Media Group
Intact Media Group est un trust médiatique de Roumanie, qui fait partie de la holding Holdingul GRIVCO, détenu par l'homme d'affaires Dan Voiculescu et sa famille politique. Intact est l'une des sociétés de médias les plus puissantes de Roumanie avec un capital intégralement roumain. 
La société Intact Media Group a été créée en tant qu'entité juridique en 2009, sur la base de la société Intact.
Le groupe détient, depuis l'année 2005, la compagnie Media Sport Group, partenaire de la BBC pour la Roumanie, la Bulgarie et les pays de l'ancienne Yougoslavie. 

## Historique
- 1991 : l'homme d'affaires Dan Voiculescu investit dans l'entreprise Intact
- 1993 : Dan Voiculescu investit dans la première chaîne de télévision commerciale de Roumanie, Antena 1, qui diffuse des films et des émissions d'informations. La même année, le Jurnalul Național, quotidien d'information de 32 pages, est lancé.
- 1994 : Radio Romantic commence sa diffusion sous le format « tubes » interrompus par des publicités. La société Intact Production commence la production de « shows » pour Antena 1.